# AISA H.M.2
L' AISA HM-2 est un biplace d’école et de tourisme développé en Espagne à la fin de la Seconde Guerre mondiale. Il ne fut pas construit en série mais fut le premier avion de conception espagnole à posséder un train d'atterrissage escamotable.
Dessiné à l'INTA par le Lt. Col. Huarte Mendicoa, c'était un monoplan à aile basse cantilever de construction mixte, cabine biplace fermée et train classique escamotable, les jambes se repliant vers l’intérieur avec trappes asservies mécaniquement sur les jambes. Le prototype a volé avec un moteur Hirth HM 506, la série devant recevoir un Elizalde Tigre G-IV-B de 150 ch. Le Ministère de l'Air espagnol lui préféra l'Iberavia I-11.